# Орель Катерина Олександрівна
Орель Катерина Олександрівна (справжнє прізвище — Іванова; 1887—1935) — російська оперна співачка і артистка оперети (лірико-колоратурне сопрано).

## Життепис
Співала на декількох петербурзьких сценах: Італійська опера (1903); Народний дім Миколи II (1906—1908); Нова опера, (1910—1911), в Москві в Театрі Солодовникова (1905—1906), а також в різних провінційних театрах: у Кисловодську (антреприза Віктора Форкатті, 1904), Тифлісі (1904—1905), Харкові (1905), Києві (1912—1913), Катеринославі (1913). До кращих партій Орель відносили Антоніду в «Життя за царя» Михайла Глінки та Волхву в «Садко» Миколи Римського-Корсакова.
Залишила декілька записів — зокрема, каватину Лючії з «Лючії ді Ламмермур» Гаетано Доніцетті і фінальний квартет з «Євгенія Онєгіна» Чайковського (з Миколою Большаковим, Леонідом Савранським та Ніною Паніною).